# Феназепам
Феназепам — (phenazepam; 7-бром-5-(орто-хлорфеніл)-2,3-дигідро-1Н-1,4-бенздіазепін-2-он) транквілізатор, який застосовують при різних невротичних, неврозоподібних, психопатичних і психопатоподібних станах.
Бензодіазепіновий препарат, який був розроблений в Радянському Союзі в 1975 році.

## Фармакологічні властивості

### Фармакодинаміка.
Феназепам — психотропний засіб групи похідних бензодіазепіну, що має анксіолітичну, протисудомну, міорелаксуючу та снодійну дію. Феназепам посилює дію снодійних, наркотичних і протисудомних препаратів, етилового спирту.

### Фармакокінетика
При прийомі внутрішньо препарат добре всмоктується з шлунково-кишкового тракту, час досягнення максимальної концентрації феназепаму в крові — від 1 до 2 годин, період напіввиведення з організму — від 6 до 10 годин, екскреція препарату переважно здійснюється нирками.

## Показання для застосування
Препарат призначають при різних невротичних, неврозоподібних, психопатичних, психопатоподібних захворюваннях, які супроводжуються тривогою, страхом, підвищеною дратівливістю, напруженістю, емоційною лабільністю, при реактивних психозах, іпохондро-сенестопатичному синдромі, вегетативних дисфункціях і розладах нічного сну. Профілактика станів страху та емоційного напруження.
Як протисудомний засіб препарат застосовують для купірування епілептичного статусу та серійних нападах різної етіології та для лікування хворих на епілепсію. В неврологічній практиці феназепам застосовують для лікування гіперкінезів і тиків, ригідності м'язів.

## Побічна дія
Інколи спостерігаються сонливість, м'язова слабкість, можливі запаморочення, нудота, атаксія, порушення координації руху, порушення менструального циклу та зниження статевого потягу. Частота і характер побічної дії залежать від індивідуальної чутливості, дози та тривалості лікування. Як антагоніст міорелаксантної дії феназепаму рекомендується стрихнін азотнокислий (ін'єкції по 1 мл 0,1 % розчину 2–3 рази на день) або розчин коразолу (ін'єкції по 1 мл 10 % розчину 1–2 рази на день). При зменшенні дози або припиненні прийому феназепаму побічні ефекти минають.

## Протипоказання
Виражена міастенія, значні порушення функції печінки і нирок, вагітність, отруєння іншими транквілізаторами, нейролептиками, снодійними засобами, етиловим спиртом.
Феназепам не рекомендується для лікування пацієнтів віком до 16 років і пацієнтів похилого віку (старше 65 років), оскільки клінічні випробування ефективності та безпеки цього лікарського засобу у цих груп пацієнтів не проводилися. Під час лікування слід припинити годування груддю.

## Передозування
При передозуванні можлива виражена атаксія.

### Лікування
Промивання шлунка, за необхідності застосовують серцево-судинні препарати та стимулятори центральної нервової системи.

## Особливості застосування
Феназепам не слід приймати під час або напередодні праці водіям автотранспорту та іншим особам, діяльність яких потребує швидкої психічної та фізичної реакції. При лікуванні феназепамом заборонено вживання алкоголю.

## Обіг препарату на території України
Відповідно до Списку № 2 Переліку наркотичних засобів, психотропних речовин і прекурсорів, затвердженого постановою Кабінету Міністрів України від 6 травня 2000 р. № 770, «Феназепам» належить до психотропних речовини, обіг яких на території України обмежений.